# Coahuiltec Indijanci
Coahuiltec (Coahuilteca, Coahuilteco).- Zbirni naziv za stotinjak malenih indijanskih bandi koje su kroz hispansko doba živjele rasipane na području sjeveroisatočnog Meksika (Coahuila) i susjednog Teksasa. jezično su Coahuiltec Indijancima klasificirane i bande Indijanaca Olive, Pisone, Tamaulipec, Carrizo, Cotoname, Janambre i Comecrudo, no njihova pripadnost je sumnjiva, a neki se danas vode kao posebne porodice.
Prvi opisi Coahuiltca dolaze nam od Španjolca Cabeza de Vace (Álvar Núñez Cabeza de Vaca), koji živi jedno vrijeme među njima od 1528. do 1536. kao zarobljenik, trgovac i samoproglašeni šaman. Coahuilteci su u 16 stoljeću bili organizirani po malenim, veoma mobilnim bandama koje su se bavile sakupljanjem, osobito raznog kaktusovog voća nopal (Opuntia lagunae iz porodice Cactaceae; vidi  Arhivirana inačica izvorne stranice od 9. prosinca 2006. (Wayback Machine)), i lovom. 
U 17. stoljeću (1675) Španjoilci šalju misionarsku ekspediciju pod vodstvom franjevaca Juan Lariosa i Fernando del Bosquea, u područje preko Rio Grande. Četiri franjevačke misije utemeljene su u zemlji Coahuilteca. Oni će uskoro propasti od boleština koje su bijeli ljudi donijeli sa sobom, kao i napadi ratobornih Apača i Komanča. Preživjeli Coahuilteci će ući u sastav ruralnog hispanskog stanovništva, ili će nestati asimilacijama u većim plemenskim zajednicama. Danas ih nešto ima pod imenom Tap Pilam u Teksasu. 

## Vanjske poveznice
- AIT-SCM Tap Pilam Coahuiltecan Nation  Arhivirana inačica izvorne stranice od 27. kolovoza 2006. (Wayback Machine)
- Coahuiltecan Indians